# Диди-Аракали
Диди-Аракали (груз. დიდი არაქალი, арм. Մեծ Առաքել) — село в Грузии, на территории Ниноцминдского муниципалитета края (мхаре) Самцхе-Джавахети.

## География
Село находится в южной части Грузии, в пределах Ахалкалакского плоскогорья, на левом берегу реки Паравани, на расстоянии приблизительно 6 километров (по прямой) к северо-востоку от города Ниноцминда, административного центра муниципалитета. Абсолютная высота — 1915 метров над уровнем моря.

## Население
По результатам официальной переписи населения 2014 года, в Диди-Аракали проживало 643 человека (320 мужчин и 323 женщины). В национальной структуре населения армяне составляли 98,9 %, грузины — 0,9 %, русские — 0,2 %.
| Год  | Население, человек |
| ---- | ------------------ |
| 2002 | 934                |
| 2014 | ↘ 643              |